# フリーエージェント (プロスポーツ)
プロスポーツにおけるフリーエージェント（Free Agent）とは、所属チームとの契約を解消し、他チームと自由に契約を結ぶことができる状態、あるいはそのスポーツ選手のことを指す。FAと略す。
広義には自由契約選手を指すが、近年は狭義として特別な自由移籍の権利を持つ選手を指す言葉として使われる。また、無制限フリーエージェント（Unrestricted Free Agents、略称UFA）と制限付きフリーエージェント（Restricted Free Agents、略称RFA）の2種類が存在し、各スポーツやリーグによってはUFAのみの場合と、両方が併存する場合がある。
日本の一部プロスポーツリーグにおいては自由交渉選手と呼ばれる。

## 概要
北米プロスポーツにおいてフリーエージェント制度が誕生した背景には、19世紀から保留制度に基づく条項 (Reserve Clause) によって選手側の自由意志による移籍が厳しく制限されていた事実がある。これは、かつてシーズン中に選手の自由意志による移籍が横行し、流出過多に伴う戦力不均衡の発生によってファン離れが起こり、興行が成り立たなくなる状況に陥ったことを受け、オーナーたちの間で競業避止の協定が結ばれたことに由来する。
後に保留条項が強化され、選手の契約期間満了後もチーム側に保留権（選手保有権が留保され、選手側は国内外問わず他チームとの移籍交渉ができない）が認められるようになると、選手の引き止め目的などに伴う年俸の高騰は抑制されたが、一方で選手が移籍する手段はチームが保留権を放棄する（自由契約）、チーム間による保留権の取引（トレード）、あるいは条項の効力が及ばない他の競技団体への移籍に限られることになった。この結果、選手は「奴隷条項」とも称されたこの保留条項のもと特定のチームに拘束され続け、不利な立場での契約交渉を強いられ、あるいは物のように取引される状況が長きにわたって続いたことから、選手たちは制度の撤廃や改善を訴え、幾多の司法判断や労使交渉を経て、1976年にまずMLBとNBAでフリーエージェントの権利を勝ち取ることになる。
一方、保留制度に一定の妥当性を認める意見も少なからず存在し、選手の獲得や育成に費やされた資金の回収や、新しい戦力の補充・育成などを考慮に入れて、権利獲得までの期間や移籍に伴う補償などが設定されている場合もある。

### 無制限フリーエージェントと制限付きフリーエージェント
制限付きフリーエージェント (RFA) とは、どのチームとも契約交渉を行うことはできるが、元所属チームが一定条件のもとで優先的に選手を引き留めできたり、チーム移籍時に元所属チームが補償としてドラフト指名権や移籍金などを得られるようなルール化がされている選手、または選手の状態を指す。
無制限フリーエージェント (UFA) とは、上記のような特別な制限も移籍時の補償もなく、どのチームとも自由に交渉し新たな契約を結ぶことができる選手、または選手の状態を指す。チームから解雇された選手、契約期間が満了した選手、ドラフトで指名されなかった選手などが該当する。
北米のメジャースポーツのうち、NFL・NBAではRFAとUFAが明確化されており、単に「フリーエージェント」と呼ぶ場合、通常はUFAを指す。
日本においては、フリーエージェント=RFA、自由契約=UFA、とほぼみなされる。

## メジャーリーグベースボール
レギュラーシーズン中にMLBのアクティブ・ロースター（負傷者リストなど各種出場停止リスト登録中期間も含む）に登録されていた日数（英: Major League Service time , 以下MLS）が6.000（通算6年）に達した選手はFA権を取得し、以降は保留制度に縛られることが無くなる。FA選手はMLB選手会から公示され、ワールドシリーズ終了翌日から5日後に全球団との契約が可能となる（それまでの5日間は、前所属球団との再契約のみ可能）。
以上の規定により、チーム不動の主力となりうる若手有望選手（トッププロスペクト）について、多くの球団はシーズン開幕から一定期間が過ぎた時期にメジャーデビュー（アクティブ・ロースター入り）させていた。これは、デビューを少し遅らせることで6年目終了時にMLSが6.000に到達しないよう操作し、実働7年目終了まで保留権をキープしようとする思惑がある。
また、40人枠に登録されていない期間が6年に達した選手も「マイナーリーグFA」となり、シーズン終了後は自由交渉による契約が可能となる。マイナーリーグFAとなった選手とメジャー契約しても構わないため、マイナーリーグでの飼い殺しを防ぐ役割も果たしている。
MLBで言うフリーエージェントの意味は、日本プロ野球 (NPB) のそれとは異なる。契約期間を満了した選手、契約延長オプションやマイナー契約を自ら拒否して自由契約となった選手、球団から契約解除された選手、MLB球団が自由獲得可能なアマチュア選手、これら全てが『FA（フリーエージェント）』選手と表現される（そもそも「Free Agent」を日本語訳したものが「自由契約」である）。また、FA権取得条件を満たした選手は自動的に権利行使となることから、NPBでみられる「得たFA権を行使しない選手」は皆無であるほか、一度FA権を取得した選手は以降、権利再取得の必要がない（契約終了のたびに自動的にFAとなる）。このため、シーズンオフのFA移籍市場は非常に活発である。
加えてシーズン中でも例年、近々にFAとなる選手を中心とした、多くのトレードが成立している。ポストシーズン出場を見据えるチームは戦力を更に充実させるため、下位に沈むチームから主力級選手の引き抜きをトレード・デッドラインぎりぎりまで画策し、下位チームは見返りに若手有望選手や金銭などを獲得している。

### 歴史
フリーエージェント制度の起こりは、メジャーリーグベースボール（MLB）においてである。1975年にモントリオール・エクスポズのデーブ・マクナリー投手とロサンゼルス・ドジャースのアンディ・メサースミス投手が球団側から提示された契約条件に不満を持ち、契約書にサインしないまま（保留条項に従い）同チームで1シーズンをプレーした後「以降、球団側に自身を拘束する権利はなく、他球団との契約交渉は自由にできる」と主張したことに始まる。1975年12月21日に第三者調停委員会による仲裁で、2人は「自由契約選手である」という裁定が下った。翌1976年2月13日にジョン・オリバー連邦地裁判事もこの裁定を支持した。経営者側が野球選手を縛ってきた制限事項が廃止されることになり、MLB機構側とMLB選手会との話し合いの結果、フリーエージェント制度が生まれた。
しかし1984年までは、FA権を取得した選手も自由意思での交渉はできず、FA選手を対象として開催される「リエントリー・ドラフト」で指名された球団としか契約ができなかった。

### インターナショナルFA
2024年現在、MLBドラフトで指名対象となるアメリカ、カナダ、プエルトリコほか合衆国領以外の国（ドミニカ共和国、ベネズエラ、メキシコ、韓国、台湾、日本など）に在住する16歳以上のアマチュア選手は「International Amateur FA（国際アマチュアFA）」選手として扱われる。MLB各球団は、期限日（例年、契約年の5月）までに当該選手の身分照会を済ませ、MLBスカウト局に提出したうえで自由獲得できるが、獲得する全選手の契約金の合計を、球団毎に毎年定められる金額（International Signing Bonus Pools、以下ボーナス・プール）以内に収めなければならず、超過は許されない。
なお日本の場合、日本学生野球憲章および各野球連盟規則において、当該年度に1日でも日本野球連盟に登録された学生・社会人選手が、契約を目的として国内外のプロ野球団と接触することを一定時期まで禁止しているうえ、それ以降でないと提出できないプロ志望届もプロ野球団と接触するための必要条件となっているため、日本でプレーする学生選手や社会人野球選手が当該年の国際アマチュアFAとしてMLB球団と契約することは事実上不可能である。
ボーナス・プール基本額は以下のとおり、球団により異なり、年度により変動する（下記は2025年時点）。
1. 当該年度のMLBドラフトで、戦力均衡ラウンドAの補完指名権を持つ球団：6,908,600ドル
2. 当該年度のMLBドラフトで、戦力均衡ラウンドBの補完指名権を持つ球団：7,555,500ドル
3. 上記以外の球団：6,261,600ドル

なおFA選手獲得の補償（後述）やその他ペナルティで、上記よりも基本額が下げられている球団もある。また、ボーナス・プールは選手のトレード時に付与して取引でき、年間で基本額の最大60%まで追加取得できる。国際FA選手の契約可能期間は例年1月15日から12月15日までで（2024年時点）、期間初日にボーナス・プールは各年の基本額へリセットされ、繰越はない。
また、前述の各国リーグでプレーする若手プロ選手（25歳未満の選手、またはプロ経歴6年未満の選手）も国際アマチュアFA選手と同じく、ボーナス・プールの範囲内で自由獲得できる選手として扱われる。
ボーナス・プールでの獲得対象となる選手は労使協定上、マイナー契約での入団となり、MLBドラフト指名を経て入団する選手と同様、40人枠へ昇格した後もFA権取得までは保留制度に縛られ、サービスタイム3年未満の間は年俸調停権もない。出来高や、後述するFA条項を契約時に盛り込むこともできない。本項に該当する契約例としては、大谷翔平や佐々木朗希がいる。
なお、25歳以上且つプロ経歴6年以上の選手は通常のFA選手と同様、上記の一連の規定には縛られず、契約金や契約条件の制限なく自由交渉を行える。ただし、NPBのFA制度やドラフト制度、ポスティングシステムなど、各国プロリーグ内での移籍制限規定があればそれを尊重する。
日本のマスメディアなどが本項の規定を「25歳ルール」と呼称するケースもあるが、前述のとおり、たとえ25歳以上でもプロ経歴6年未満ならばボーナス・プールでの契約対象選手となるため、注意を要する。

### 契約上の特例によるFA
初めてMLBと契約した選手は前述のとおり、FA権取得まで少なくとも6年間を要する。しかし、特別に契約年数が切れた時点でFAになる条項を契約に盛り込む場合がある。日本プロ野球で活躍後MLBに挑戦する多くの日本人選手も、そのようなFA条項を盛り込むことによってMLS6年の条件を満たさずにFAとなっている。ただし、あくまで海外のプロリーグで実績を残した選手に対する慣例にすぎず、契約時にFA条項を盛り込んでいないと、原則通りFA権を得るまで最低でも6年間かかる。
このようなFA条項を盛り込んでおらず、契約満了後にFAにならなかった例として岡島秀樹がいる。また、このようなFA条項のない契約条件を不満として入団しなかったとされる例としては中島裕之がいる。

### ノンテンダーFA（Non-tender FA）
シーズン終了後、MLSが6年未満の所属選手に対し、期限日（例年、ウインターミーティング開始前となる12月初旬）までに球団が翌年シーズンの契約年俸を提示しなかった (Non-tender) 場合、球団は保留権を失いその選手はFAとなる。これを「ノンテンダーFA」と呼ぶ。原則MLS3年で取得できる年俸調停権を持つ選手は、成績にかかわらず年俸が高騰していく傾向にあるため、ノンテンダーは球団側がコストに見合わない選手との調停を回避する目的で実行するケースが大半であり、その後改めて契約条件の交渉を行い再契約・残留に至る選手もいる。

### MLBにおけるFA補償制度の仕組み
FAとなった選手が他のMLB所属球団と契約した場合、一部のFA移籍に関しては、補償として流出元球団にドラフト指名権が与えられる。その補償規定は2012年オフから大きく変更された。
2012年以前は、スポーツ統計専門会社イライアス・スポーツ・ビューロー (Elias Sports Bureau) のランク付けで「タイプA」「タイプB」に分類されたFA選手が他のMLB球団と契約し、且つ流出元球団がその選手に対して事前に年俸調停を申請していた場合、選手のタイプと獲得した球団の順位に応じて移籍先球団からドラフト指名権を譲渡されたり、1巡目指名後（2巡目指名前）の補完指名権を与えられていた。

#### クオリファイング・オファー（Qualifying Offer）
2012年以降、選手のタイプ分けは廃止され、代わって補償対象となるのは「所属していた球団からクオリファイング・オファー（同年のMLB年俸上位125選手の平均年俸と同額の1年契約）を提示された選手」となっている。2016年に新しい労使協定が締結され、2017年以降は以下のルールで施行される。
クオリファイング・オファー（以下QO）は、過去にQOを提示されたことがなく、且つ当シーズン中に所属チームを移籍しておらず、且つシーズン終了後にFAとなる自軍選手に対して、球団側が提示する選択権を持つ。前述の通り契約期間は1年のみで年俸も固定であり、球団や選手（代理人）側がこれらの契約条件を変更することはできない。
球団がQOを提示できるのは、ワールドシリーズ終了から5日以内。選手はQO提示期限日から10日以内に、QOを受諾して1年残留するか、拒否するかを決めなければならない。拒否して他球団と契約することも、拒否したうえでFA元球団と無条件の契約交渉を行い再契約することも可能。2024年までに延べ144人の選手がQOを提示されたが、QOを受諾して1年契約延長したのは下記選手のみ。
- 2015年：コルビー・ラスムス、マット・ウィータース、ブレット・アンダーソン[34]
- 2016年：ニール・ウォーカー、ジェレミー・ヘリクソン[35]
- 2018年：柳賢振[36]
- 2019年：ジェイク・オドリッジ、ホセ・アブレイユ[37]
- 2020年：マーカス・ストローマン、ケビン・ゴーズマン[38]
- 2021年：ブランドン・ベルト[39]
- 2022年：ジョク・ピーダーソン、マーティン・ペレス[40]
- 2024年：ニック・マルティネス

QOを拒否してFAとなった選手が翌年のドラフト会議までに他のMLB球団と契約した場合、そのドラフト会議で指名権の補償が発生する。
選手の流出元球団が獲得する指名権は以下のとおり。
1. ぜいたく税の課税対象球団である場合
  - 4巡目指名終了直後の補完指名権
2. ぜいたく税の対象外、且つ収益分配制度での配当対象ではない球団の場合
3. ぜいたく税の対象外、且つ収益分配制度での配当対象となる球団で、且つ移籍先球団との契約年俸総額が5000万ドル未満である場合
  - 2.3.いずれも2巡目指名終了後（戦力均衡ラウンドBの指名直後）の補完指名権
4. ぜいたく税の対象外、且つ収益分配制度での配当対象となる球団で、且つ移籍先球団との契約年俸総額が5000万ドル以上である場合
  - 1巡目指名終了直後の補完指名権

選手の獲得先球団が喪失する指名権は以下のとおり。
1. ぜいたく税の課税対象球団である場合
  - 保有する指名権のうち、2番目および5番目に高い全体順位の指名権。加えて「ボーナス・プールの100万ドル」も失う。
2. ぜいたく税の対象外、且つ収益分配制度での配当対象ではない球団の場合
  - 保有する指名権のうち、2番目に高い指名権。加えて「ボーナス・プールの50万ドル」も失う。
3. ぜいたく税の対象外、且つ収益分配制度での配当対象となる球団の場合
  - 保有する指名権のうち、3番目に高い指名権

2人以上のQO拒否選手と契約した球団は引き続き上記ルールが適用され、喪失した指名権の次に高い指名権を喪失し続ける。
前述の通り、選手側はQOを拒否して複数年の大型契約締結を目指す傾向が強いが、QOを拒否してFAとなったものの好条件での契約を勝ち取れず、最終的にQOの契約条件を大幅に下回る金額での新契約を甘受したマイク・ムスタカス（2017年）のようなケースも起きている。ほか、指名権喪失を嫌う球団から獲得を見送られたり、シーズン途中に開催されるMLBドラフト終了後（補償が不要となる）まで契約締結がずれ込んだケンドリス・モラレス（2013年）、ダラス・カイケルおよびクレイグ・キンブレル（ともに2019年）のようなケースも発生している。

## 日本プロバスケットボール
日本プロバスケットボールではbjリーグで導入しており、bjリーグが定める条件を満たした選手で前所属球団も含めていずれの球団とも選手契約を締結する権利を持った選手をフリーエージェントと称し、その権利を与える制度を「フリーエージェント（FA）制」という。残留を前提としつつ移籍の可能性に含みも持たせて権利を行使するケースが多いが、権利行使に伴い契約満了（解雇）に至るケースも存在する。よって、日本プロ野球とは違い、必ず雇用先が保障されるわけではない。

### 概要
あるシーズンのレギュラーシーズンにおいて80％以上の試合に出場選手登録（ベンチ登録）され、そのシーズンの数が累積で3シーズンに達すると選手はフリーエージェントの権利が発生する。ただし、出場選手登録試合数がレギュラーシーズンの80％に満たないシーズンがある場合は、それらのシーズンの出場選手登録試合数をすべて合算し、80％に達したものを1シーズンとして計算される。また、移籍（トレード）された場合、移籍元球団及び、移籍先球団での実績を通算する。
レギュラーシーズン終了後、権利を取得した選手はbjリーグによって公示され、その公示された選手は、プレイオフ終了後から宣言期間内（ドラフト会議の約1週間前）に、所属球団を通じてbjリーグにFA権行使を宣言した上で翌日より交渉が可能になる（2008年はドラフト会議の直前までと規定されていた）。
FA宣言選手として公示された選手のFA権再取得には、残留・移籍問わず2シーズン、80％以上の出場選手登録が必要。権利を行使しなかった場合は翌年に持ち越される。
2009-10シーズンからは外国籍選手の仮保有権も認められたため、日本人選手同様のFA権が認められるようになる。

### FAにおける制約・補償

#### 一時金
FA宣言選手には年俸の他にサラリーキャップ対象外の一時金の支払いが認められる。前年基本報酬の50%が上限となる。

#### 獲得人数
直前のシーズンまで他の球団に在籍していたFA選手と翌年度の選手契約を結べるのは各球団10名までである。FA宣言前からその球団に所属していた選手はこれに含まれない。

#### 移籍に関わる補償
FA選手を獲得した球団は、移籍元に対して補償金を支払う。金額は移籍元での在籍シーズン数に基づき算出され、移籍元における基本報酬、または、移籍先での基本報酬に下表の係数を乗じて、高いほうの金額とする。
2008年は一律で前年基本報酬の50％を支払っていた。
| 在籍シーズン数 | 旧契約 | 新契約 |
| -------------- | ------ | ------ |
| 3シーズン以内  | 40％   | 20％   |
| 4シーズン      | 30％   | 15％   |
| 5シーズン      | 20％   | 10％   |
| 6シーズン      | 10％   | 05％   |
| 7シーズン以降  | なし   | なし   |

### FA権を行使し他球団へ移籍した選手
| 年     | 選手       | 移籍元                   | 移籍先                            | 備考                                                            |
| ------ | ---------- | ------------------------ | --------------------------------- | --------------------------------------------------------------- |
| 2008年 | 佐藤公威   | 新潟アルビレックスBB     | 大分ヒートデビルズ                | 初のFA移籍選手                                                  |
| 2008年 | 吉田平     | 琉球ゴールデンキングス   | りゅうせきクラブ（クラブ）        | チームから契約満了となったためで、事実上の解雇である。          |
| 2009年 | 庄司和広   | 埼玉ブロンコス           | 高松ファイブアローズ              |                                                                 |
| 2009年 | 与那嶺翼   | 大分ヒートデビルズ       | 琉球ゴールデンキングス            |                                                                 |
| 2010年 | 長谷川誠   | 新潟アルビレックスBB     | 秋田ノーザンハピネッツ            | 監督兼任 新規参入球団へFA移籍した初の選手                       |
| 2010年 | 岡田優     | 高松ファイブアローズ     | 滋賀レイクスターズ                |                                                                 |
| 2010年 | 青木勇人   | 琉球ゴールデンキングス   | 大分ヒートデビルズ                | アシスタントコーチ兼任 過去所属していた球団へFA移籍した初の選手 |
| 2010年 | 小菅直人   | 新潟アルビレックスBB     | 琉球ゴールデンキングス            |                                                                 |
| 2010年 | 清水太志郎 | 埼玉ブロンコス           | 宮崎シャイニングサンズ            |                                                                 |
| 2010年 | 千々岩利幸 | ライジング福岡           |                                   | チームから契約満了となったためで、事実上の解雇である。          |
| 2011年 | 佐藤公威   | 大分ヒートデビルズ       | 新潟アルビレックスBB              | 初の2度目のFA移籍                                               |
| 2011年 | 仲西翔自   | 島根スサノオマジック     | 浜松・東三河フェニックス          |                                                                 |
| 2011年 | 竹田智史   | 高松ファイブアローズ     | 大阪エヴェッサ                    |                                                                 |
| 2011年 | 牧ダレン聡 | 東京アパッチ             | 埼玉ブロンコス                    |                                                                 |
| 2012年 | 仲摩純平   | 島根スサノオマジック     | 滋賀レイクスターズ                |                                                                 |
| 2012年 | 清水太志郎 | 宮崎シャイニングサンズ   | 大分ヒートデビルズ                |                                                                 |
| 2012年 | 波多野和也 | 滋賀レイクスターズ       | 大分ヒートデビルズ                |                                                                 |
| 2012年 | 岡田優     | 滋賀レイクスターズ       | 京都ハンナリーズ                  |                                                                 |
| 2012年 | 岡田慎吾   | 浜松・東三河フェニックス | 群馬クレインサンダーズ            |                                                                 |
| 2012年 | 寺下太基   | 埼玉ブロンコス           | 滋賀レイクスターズ                |                                                                 |
| 2012年 | 仲村直人   | 京都ハンナリーズ         | 岩手ビッグブルズ                  | チームから契約満了となったためで、事実上の解雇である。          |
| 2012年 | 青木康平   | 大阪エヴェッサ           | 東京サンレーヴス                  |                                                                 |
| 2012年 | 高田秀一   | 高松ファイブアローズ     | 大阪エヴェッサ                    |                                                                 |
| 2012年 | 高橋憲一   | 仙台89ERS                | 岩手ビッグブルズ                  | チームから契約満了となったためで、事実上の解雇である。          |
| 2013年 | 石橋晴行   | 岩手ビッグブルズ         | 大阪エヴェッサ                    | チームから契約満了となったためで、事実上の解雇である。          |
| 2013年 | 薦田拓也   | 仙台89ERS                | 京都ハンナリーズ                  |                                                                 |
| 2013年 | 日下光     | 仙台89ERS                | 京都ハンナリーズ                  |                                                                 |
| 2013年 | 北向由樹   | 埼玉ブロンコス           | 青森ワッツ                        |                                                                 |
| 2013年 | 木村実     | 横浜ビー・コルセアーズ   | 岩手ビッグブルズ                  | チームから契約満了となったためで、事実上の解雇である。          |
| 2013年 | 藤原隆充   | 滋賀レイクスターズ       | 新潟アルビレックスBB              |                                                                 |
| 2013年 | 今野翔太   | 大阪エヴェッサ           | 信州ブレイブウォリアーズ          |                                                                 |
| 2013年 | 小淵雅     | 大阪エヴェッサ           | 群馬クレインサンダーズ            |                                                                 |
| 2013年 | 与那嶺翼   | 琉球ゴールデンキングス   | 岩手ビッグブルズ                  |                                                                 |
| 2014年 | 岡田慎吾   | 群馬クレインサンダーズ   | 浜松・東三河フェニックス          |                                                                 |
| 2014年 | 板倉令奈   | 埼玉ブロンコス           | トヨタ自動車アルバルク東京（NBL） |                                                                 |
| 2014年 | 寺下太基   | 滋賀レイクスターズ       | 和歌山トライアンズ（NBL）         |                                                                 |
| 2014年 | 寒竹隼人   | 京都ハンナリーズ         | 岩手ビッグブルズ                  |                                                                 |
| 2014年 | 岡田優     | 京都ハンナリーズ         | 滋賀レイクスターズ                |                                                                 |
| 2014年 | 呉屋貴教   | 大阪エヴェッサ           | 和歌山トライアンズ（NBL）         |                                                                 |
| 2014年 | 籔内幸樹   | 島根スサノオマジック     | 高松ファイブアローズ              |                                                                 |
| 2014年 | 仲西淳     | ライジング福岡           | 岩手ビッグブルズ                  |                                                                 |
| 2014年 | 竹野明倫   | ライジング福岡           | 秋田ノーザンハピネッツ            |                                                                 |
| 2014年 | 加納督大   | ライジング福岡           | 滋賀レイクスターズ                |                                                                 |

## NBA
NBAの場合他のリーグとは異なりFA権取得年数というシステムは存在しない。契約終了やNBAのウェイバー公示の手続きに従って解雇された場合、あるいはNBAドラフトの資格を有していたにも関わらず指名されなかった選手を総称してフリーエージェントと呼ぶ。新人の場合最長4年、新人以外も最長7年でFAとなる。RFAあり。

### RFA
制限付きフリーエージェント(Restricted free agent)。
RFAの選手は、他球団が提示したオファーシートと同額の契約を、元球団が提示した場合、契約の優先権は元球団になる。元球団がRFA選手を引き止める事を一般に「マッチ（match）」と言う。
選手をRFAにするには、球団は6月30日までに「クオリファイング・オファー」を提示する必要がある。他球団のオファーシートにサイン後、3日以内に所属していたチームがオファーシートと同額を提示すれば「マッチ」となり、元球団と選手は契約することになる。「マッチ」しなければ、サインした球団へ移籍となる。
ドラフト1巡目選手が結ぶルーキー契約を4年終了した場合の5年目、またはリーグ所属3年未満の選手に制限が認められる。

## NFL
NFLの場合、FA権取得年数経過後に契約が切れた時点でフリーエージェントとなる。UFA(アンリストリクテッド(無制限)フリーエージェント)・RFA(リストリクテッド(制限付)フリーエージェント)の他に、球団側に拒否権のある「フランチャイズタグ」「トランジションタグ」という制度もある。また、契約満了前に契約更改をまとめたり、現契約を破棄して新しい契約を結ぶ等して、フリーエージェントにならないようにすることも可能である 。

フリーエージェントで選手を失ったチームは、非公開の計算式に基づいてドラフトの指名権を得る。

### UFA
NFLに4年以上在籍するとUFAの資格を取得する。契約が切れるとどの球団とも自由に契約ができ、それ以降は契約が切れるたびに何度でもFAになる。
UFA選手は、7月22日までは自由に交渉ができる。しかし、6月1日に元球団が「テンダー・オファー」を提示していて7月22日までに新球団と契約しなかった場合、7月23日以降は元球団が独占交渉権を持つ。「テンダー・オファー」を提示されていなければ、完全に自由な交渉ができる。

### RFA
NFLに3年在籍し、チームとの契約が切れるとRFAの資格を取得する。RFAの場合、元球団に残留を実現するための権利が与えられる。
まず、RFA選手は元球団から「クオリファイング・オファー」という1年契約を提示され、移籍の際に元球団への補償金額が決まる。「クオリファイング・オファー」がない場合、その選手はUFAとなる。
そのRFA選手の獲得を希望する球団の「オファー・シート」にRFA選手がサインした場合、元球団は7日以内に、その「オファー・シート」と同等以上の契約を提示することで、移籍を阻止できる。この権利を「第一拒否権（Right of First Refusal）」と呼ぶ。
もしそれを提示せずに移籍を許可した場合、「クオリファイング・オファー」次第で元球団は移籍先球団から、条件によって順位の異なるドラフト指名権を受け取る。
RFA選手が他球団と交渉できるのは、NFLドラフトの8日前まで。所属球団が第一拒否権を行使する期限はその1週間後、すなわちドラフトの前日である。
「クオリファイング・オファー」分の金額は、サイン前であってもサラリーキャップに加算される。

### ドラフト外フリーエージェント
ドラフトでリーグのどのチームにも選ばれなかった選手は無制限フリーエージェントとなり、これらの選手はドラフト外フリーエージェント(UDFA)またはドラフトされていないスポーツマンとされ、選択したチームと自由に署名できる。「ドラフト外フリーエージェント」という用語は、ルーキーがリーグに直接入り、マイナーリーグシステムというものがないNFLで最も一般的なものである。

### フランチャイズ・タグ、トランジション・タグ
各チームは重要ではあるが多数年契約に至っていない選手をとりあえず引き留めるため、一人に限り、フランチャイズ・タグあるいはトランジション・タグを用いることができる。

## NHL
NHLでは、選手のFA権取得可能年齢があり、これまでは31歳だったが、2007-08年のシーズン終了後に27歳に引き下げられる。新人選手は入団7年後、それ以外は4年後にFA権取得可能となる。
RFAの場合、前年年俸の75％（クオリファイング・オファー）を提示することにより、元チームはその選手の権利を保有することができる。契約期限は12月1日とし、この期限までに契約できなかった選手は、同シーズンのNHLでプレーすることはできない。
また、NHLドラフトで指名されていない22歳以上の選手は、どのチームともフリーエージェントとして契約する事ができる。エントリーレベルではないが、RFAの資格を満たしていない選手は、契約が切れると制限付きフリーエージェントになる。

## MLS
FAの対象となる選手は、24歳以上でMLSでのサービス期間が5年あり、契約が切れているか、オプションが破棄された選手である。